# Луга (заказник)
Лу́га — гідрологічний заказник місцевого значення в Україні. Розташований у межах Володимирського району Волинської області, між селом Бубнів та містом Устилуг. 
Площа 2039,1 га. Статус надано у 2000 році. Перебуває у віданні Зимнівської сільської територіальної громади, Володимир-Волинської міської територіальної громади, Устилузької міської територіальної громади. 
Створений з метою збереження водно-лучно-болотного природного комплексу річки Луга. Територія заказника охоплює акваторію Луги (від села Бубнів до міста Устилуг), а також прибережну частину її заплави і включає звивисте річище, стариці, болота.
У заказнику зростають різні види осок, рогозу, очерету, різнотравні та осокові луки, місцями порослі чагарниками. Заказник є місцем гніздування для низки навколоводних птахів, зокрема деркача — виду, занесеного до Червоного списку МСОП та Європейського червоного списку.

## Галерея

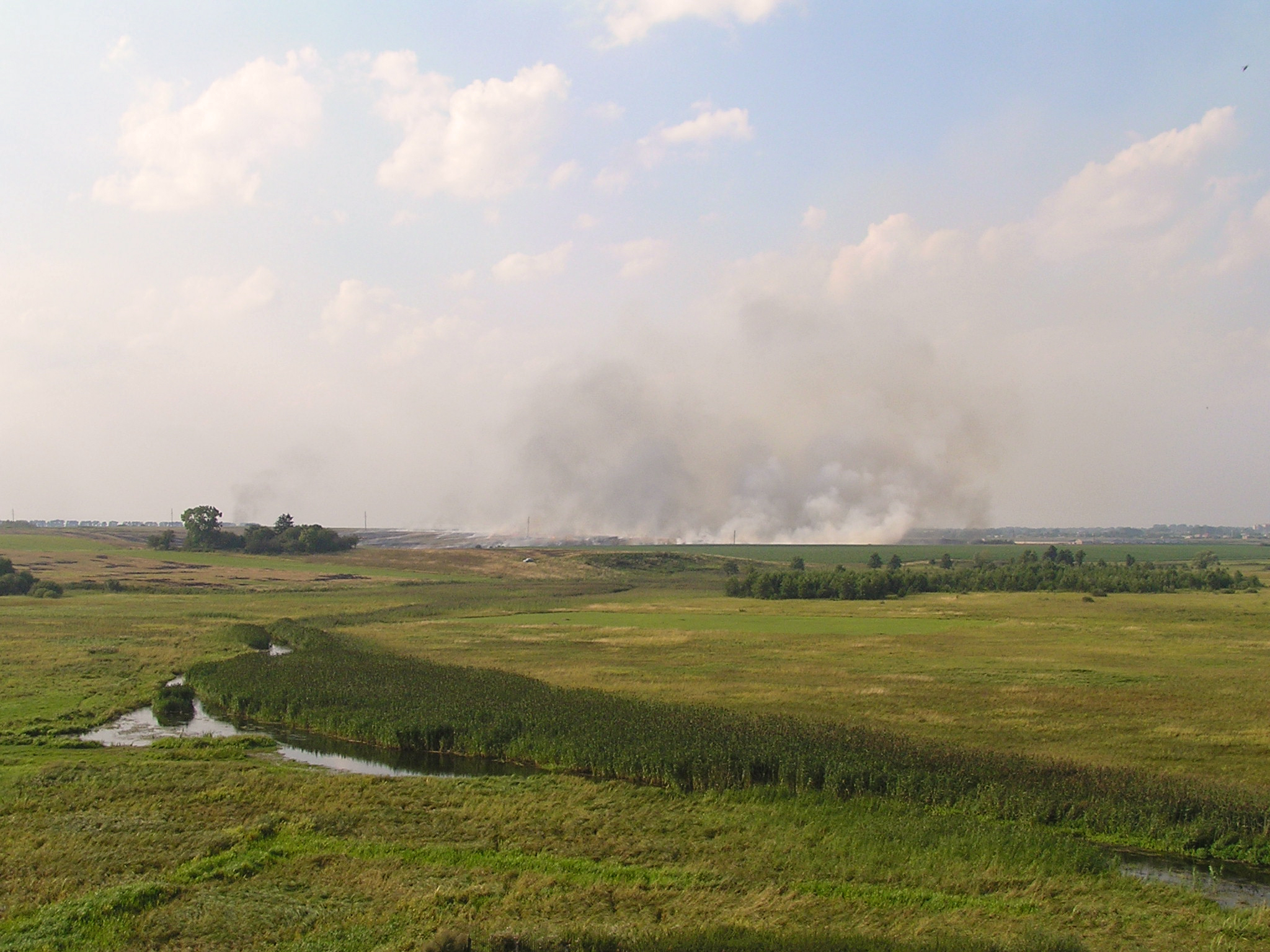
Поблизу с. Зимне
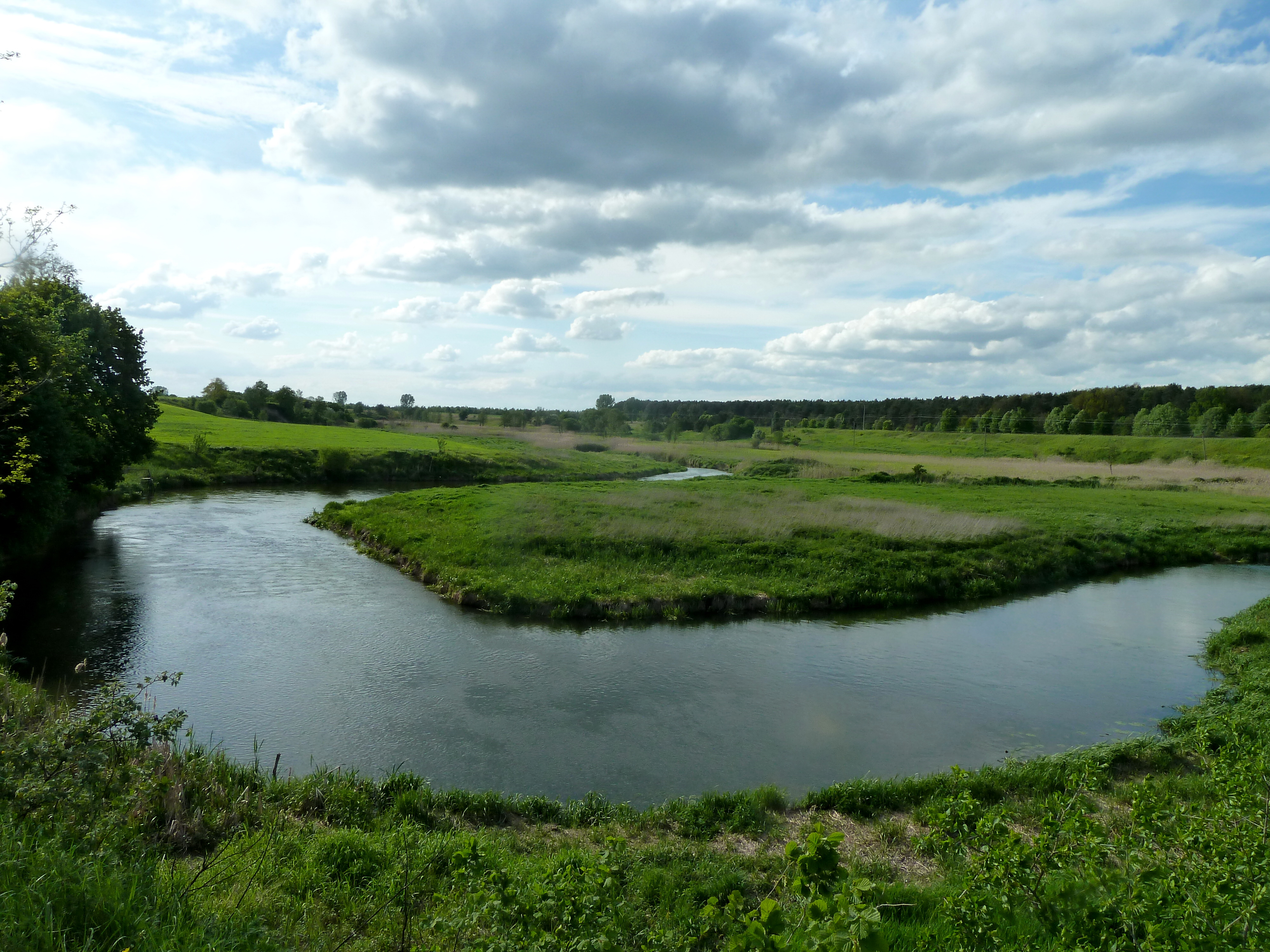
З пагорба північної частини с. Хрипаличі
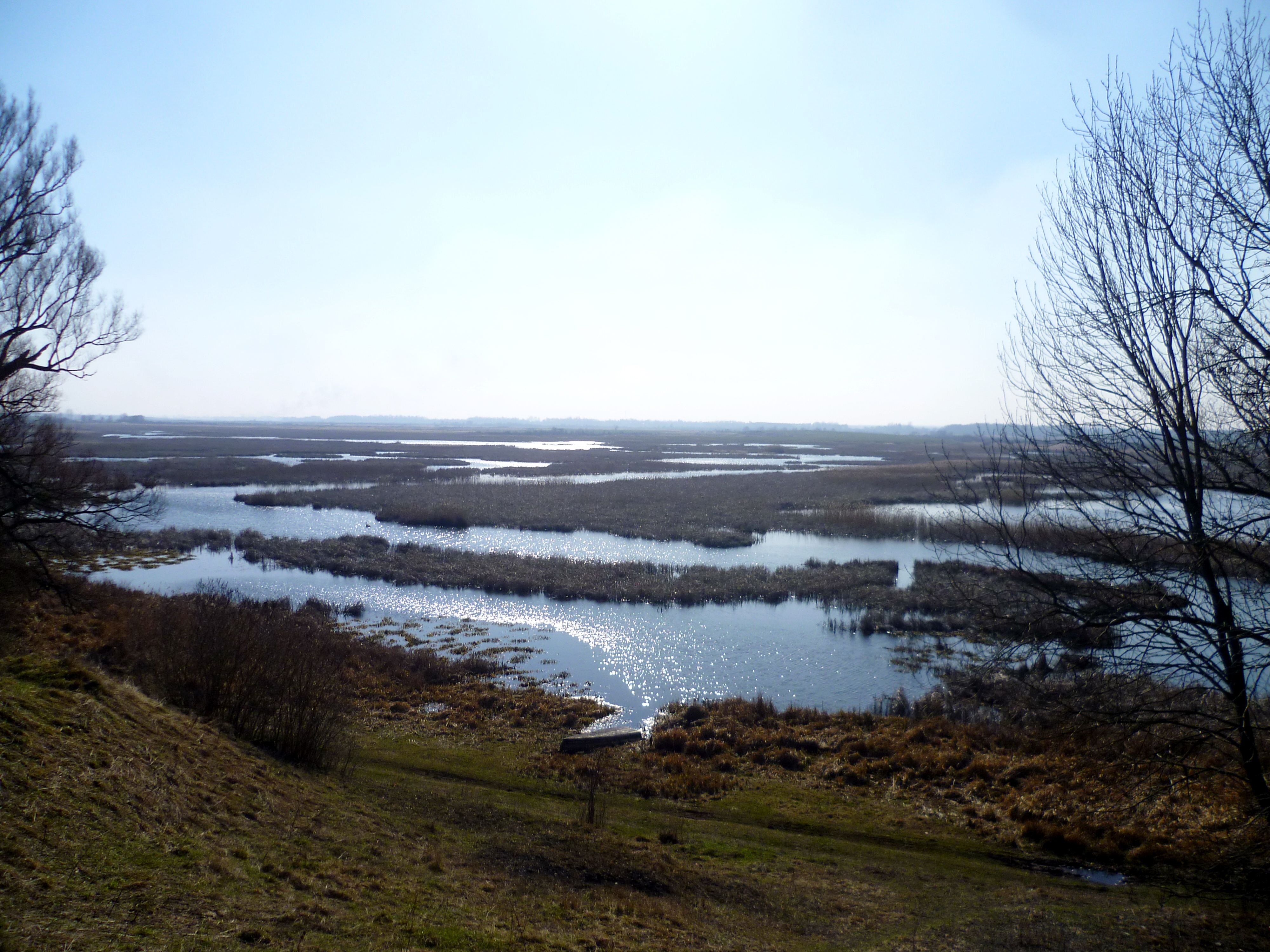
Заплава річки біля церкви у с. Селець
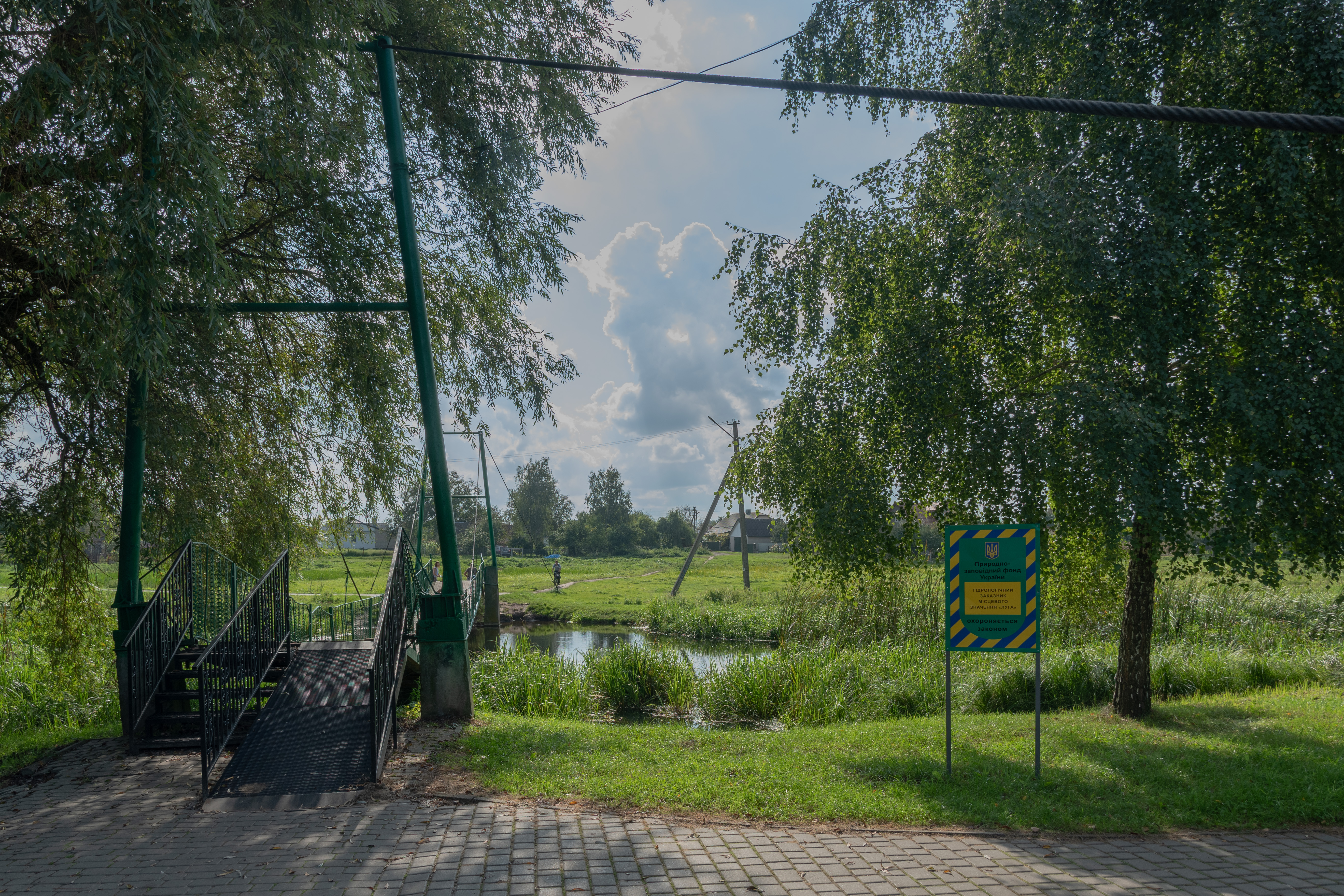
Поблизу пішохідного мосту у північно-східній частині с. Заріччя
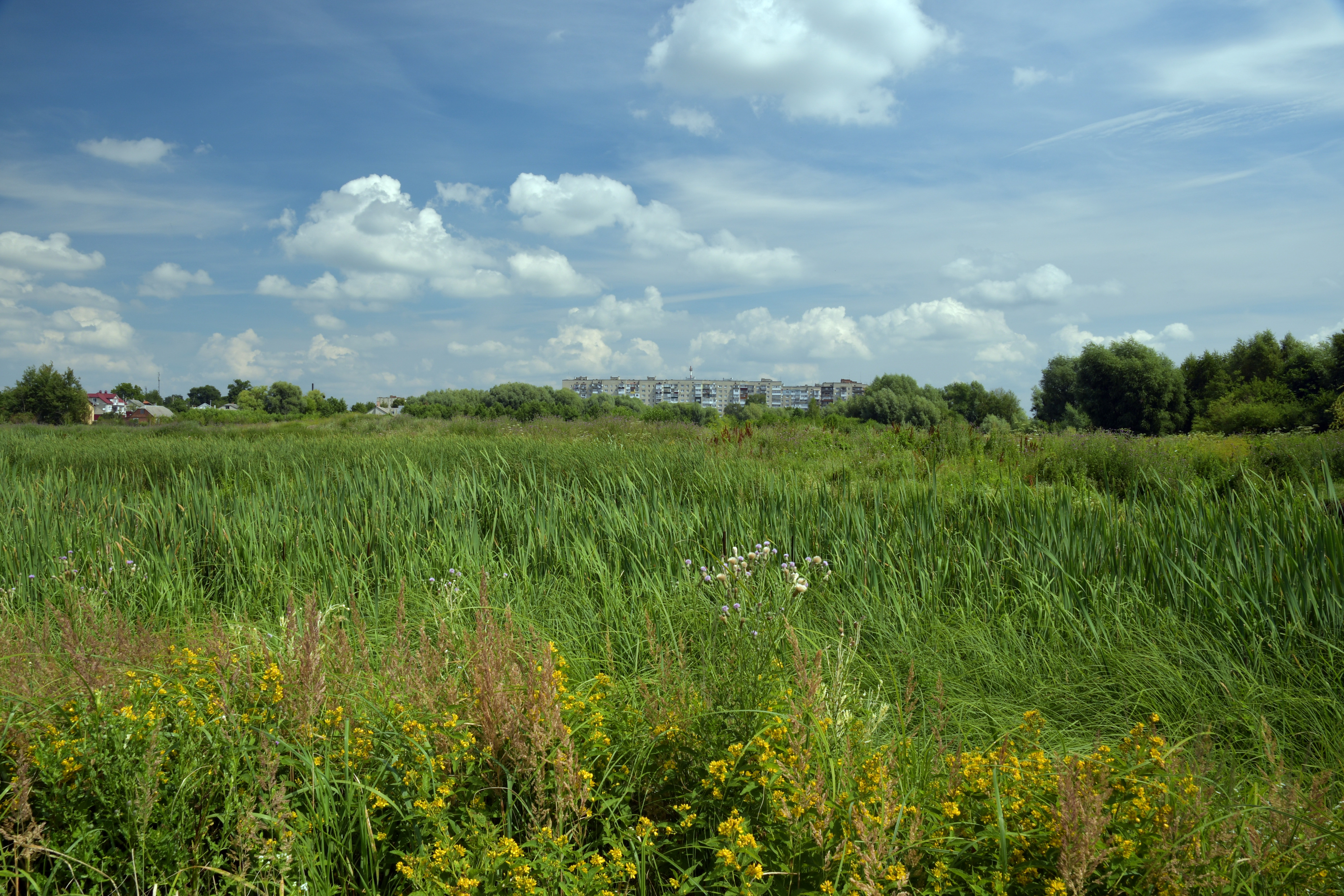
Вигляд з північно-східної околиці с. Заріччя на заплаву
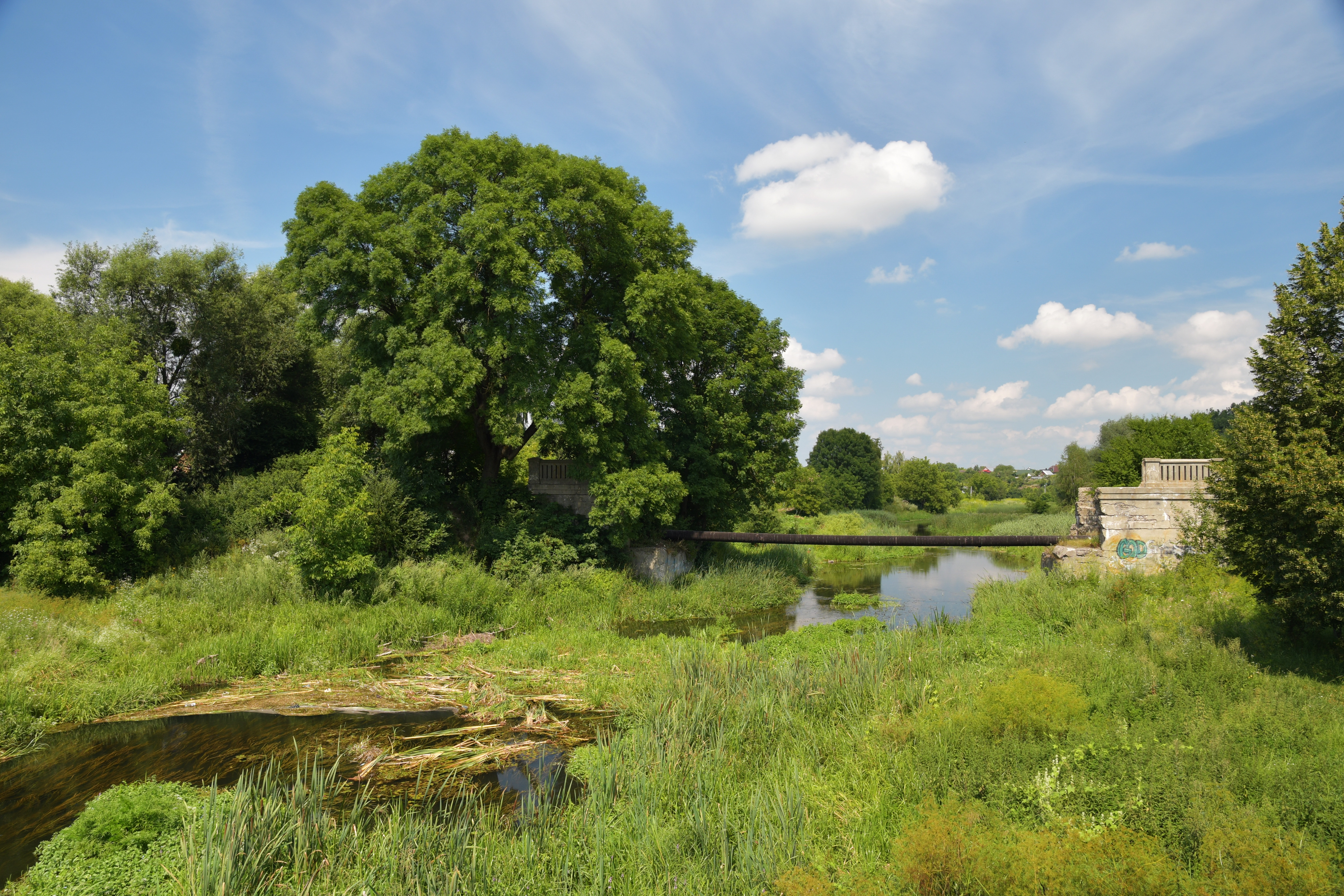
З мосту у м. Володимир за течією
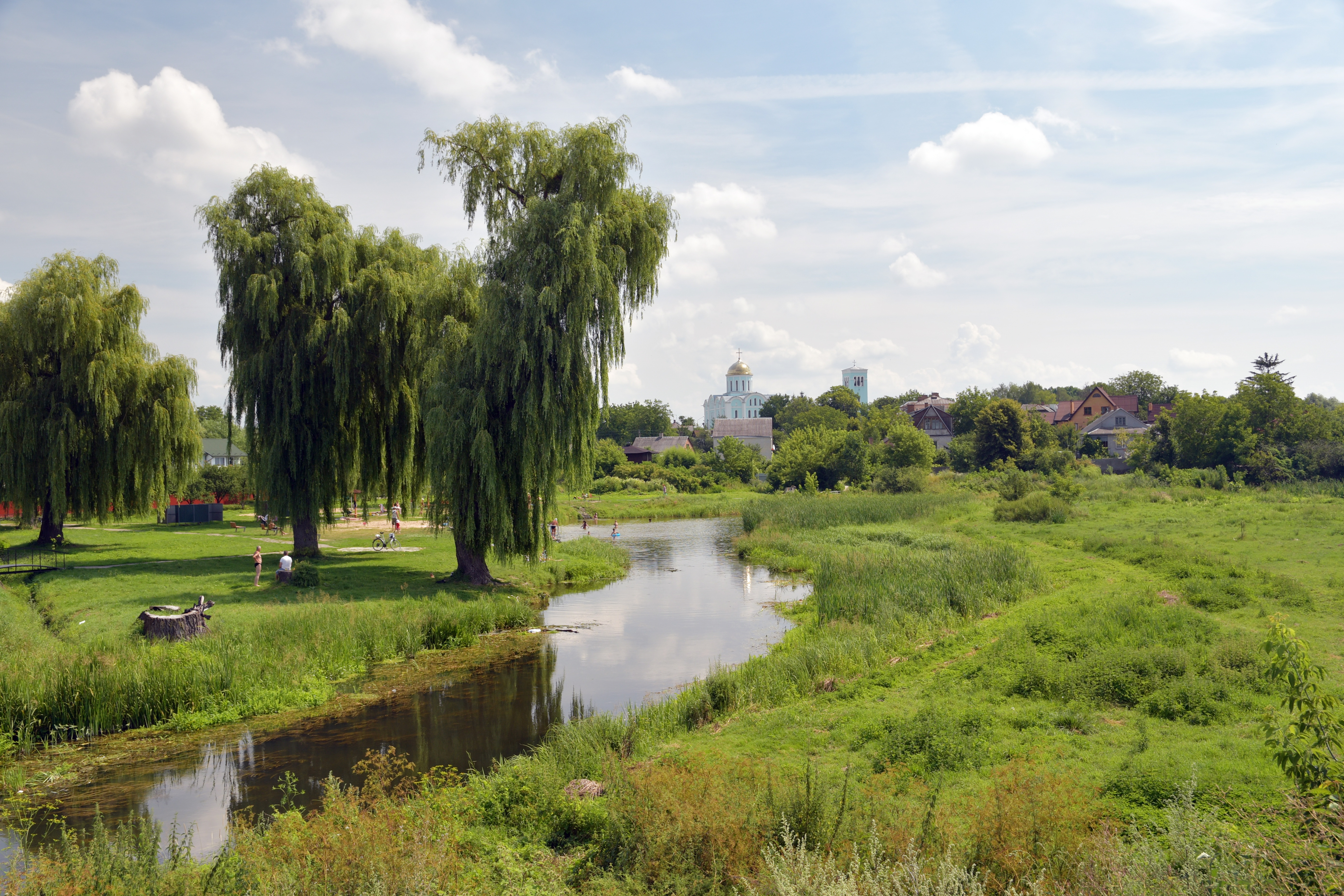
З мосту у м. Володимир проти течії
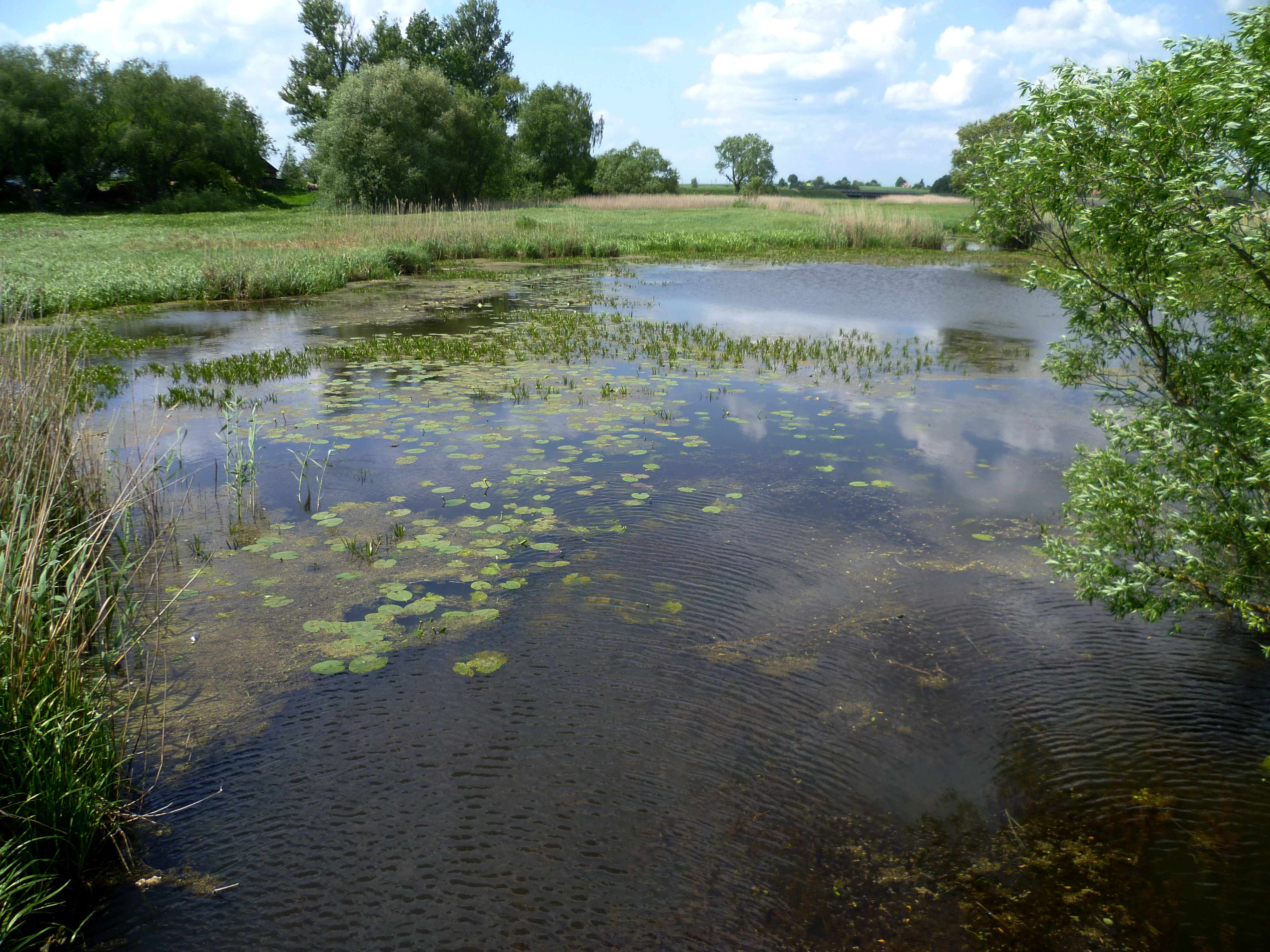
З містка біля старого млина у с. Зимне